# Tajemnice Saint-Tropez
Tajemnice Saint-Tropez (fr. Mystère à Saint-Tropez) – francusko-belgijska komedia kryminalna z 2021 roku w reżyserii Nicolasa Benamou. 
Zdjęcia kręcono we francuskim departamencie Var (Saint-Tropez, Cavalaire-sur-Mer, Ramatuelle, Gassin) oraz w belgijskiej prowincji Brabancja Walońska (Lasne). We Francji film miał premierę 14 lipca 2021 roku, a na ekrany polskich kin wszedł 3 września 2021 roku.

## Fabuła
Saint-Tropez, sierpień 1970. Paryski komisarz Jean Boulin (Christian Clavier) trafia do willi słynnego belgijskiego miliardera Claude'a Tranchanta (Benoît Poelvoorde) i jego żony, Eliane, gdzie zgromadziła się śmietanka show-biznesu. Policjant ma poprowadzić śledztwo dotyczące zamachu na Tranchantów.

## Obsada
- Christian Clavier jako inspektor Jean Boulin
- Benoît Poelvoorde jako baron Claude Tranchant
- Gérard Depardieu jako Dyrektor Generalny P.J. Maurice Lefranc
- Thierry Lhermitte jako Yves Lamarque
- Virginie Hocq jako baronowa Eliane Tranchant
- Rossy de Palma jako Carmen
- Vincent Desagnat jako Andreas Kalamannis
- Jérôme Commandeur jako Cyryl, szef kuchni
- Gauthier Battoue jako Ben
- Gil Alma jako Gabriel
- Nicolas Briançon jako Jacques Aziza
- Chloé Lambert jako Francine Aziza
- Elisa Bachir Bey jako Laura
- Camille Claris jako Peggy
- Philypa Phoenix jako  Angela
- Jean Dell jako Castelli, pracownik warsztatu[3]